# Muzeul Arheologic Adamclisi

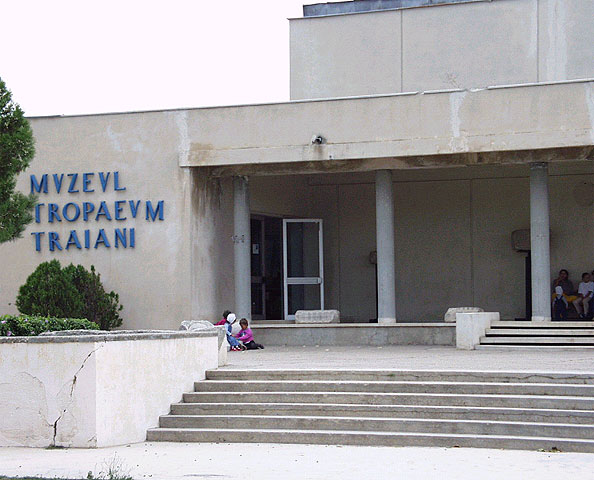
Muzeul Arheologic Adamclisi - înființat în anul 1910

Muzeul Arheologic Adamclisi este un "muzeu de sit" care împreună cu "Monumentul triumfal Tropaeum Traiani" și "cetatea Tropaeum Traiani" (care datează din secolul al II-lea) formează Complexul muzeal Tropaeum Traiani. Acesta este subordonat Muzeului de Istorie Națională și Arheologie Constanța

Clădirea muzeului, inaugurată în 1977, este concepută ca un lapidarium și cuprinde numeroase vestigii arheologice descoperite în cetate și împrejurimi. Pe o parte a muzeului sunt expuse metopele, friza inferioară și cea superioară, pilaștrii, crenelurile și blocurile de parapet ale stilului attic festonat. În centrul sălii este expusă statuia colosală a trofeului, inscripția și friza cu arme. Celelalte exponate sunt constituite de colecțiile ceramice (vase aparținând culturii Hamangia, ceramică getică, amfore grecești, romane și bizantine), opaițe, unelte, podoabe, fragmente de apeducte, sculptură, documente epigrafice.

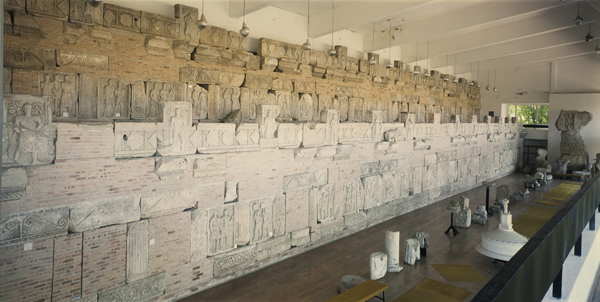
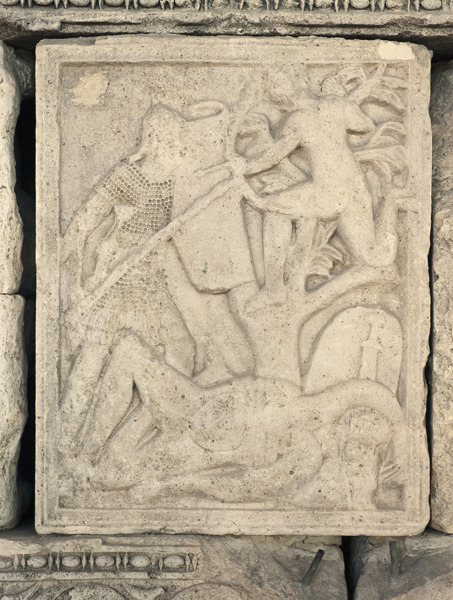